# Metasphaeria hyperici
Metasphaeria hyperici är en svampart som beskrevs av Feltgen 1903. Metasphaeria hyperici ingår i släktet Metasphaeria och familjen Dothioraceae.   Inga underarter finns listade i Catalogue of Life.